# Alain de La Tocnaye
Alain de Bougrenet de La Tocnaye est un militant d'extrême droite français né le 13 novembre 1926 à Neuilly-sur-Seine et mort le 9 janvier 2009 à Cavaillon. Son nom reste associé à l'attentat du Petit-Clamart.

## Biographie
Descendant d'un vieille famille noble bretonne, notamment du contre-révolutionnaire Jacques-Louis de Bougrenet de La Tocnaye, il fait une partie de ses études au collège Sainte-Croix de Neuilly. Il passe son baccalauréat en 1944, mais échoue ensuite à obtenir sa licence de droit. Il reprend alors l'exploitation agricole de son père, avant de faire son service militaire comme sous-officier dans l'artillerie.
Rappelé en 1956 en Algérie, il gravit les échelons, passant de maréchal-des-logis-chef à sous-lieutenant en 1957, et sert dans une SAS en Kabylie. Le 13 mai 1958, il est parmi l'un des premiers à participer au Comité de salut public. Décoré de la Croix de la Valeur militaire (avec 2 citations) pour ses bons états de service, il est promu lieutenant en janvier 1961 au 1er RA. Mais, constatant que l'Algérie s'achemine vers l'autodétermination, il est désormais convaincu qu'il faut éliminer le général de Gaulle. Juste après le putsch d'Alger d'avril 1961, il déserte de l'armée et rejoint l'Organisation de l'armée secrète (OAS).
Arrêté deux fois, Alain de La Tocnaye s'évade de la prison de la Santé en janvier 1962,, et décide de monter avec Jean Bastien-Thiry et d'autres un plan visant à enlever le général de Gaulle, qu'il considère comme un « cryptocommuniste ». Après l'échec de l'attentat du Petit-Clamart (connu aussi sous le nom d' « opération Charlotte Corday »), dont il a été le principal instigateur avec Jean Bastien-Thiry, il est arrêté, jugé par la Cour militaire de Justice au fort de Vincennes, et condamné à mort le 4 mars 1963. Le 11 mars, sa peine est commuée en prison à perpétuité. Il est gracié et libéré en 1968, en même temps que le général Raoul Salan et le colonel Antoine Argoud.
Après sa libération, Alain de La Tocnaye publie Comment je n'ai pas tué de Gaulle (éditions Nalis, 1969), et écrit dans diverses publications d'extrême-droite, dont Militant ou Rivarol. Dans les années 1980-1990, il participe au Parti nationaliste français (PNF) et au Mouvement Travail Patrie (MTP), avant de rejoindre le Front national, au sein duquel il n'a pas de responsabilité particulière.
Il est le père de Thibaut de La Tocnaye, conseiller régional en Provence-Alpes-Côte d'Azur, membre du bureau politique du Front national et délégué national à la formation au Front national.
Il meurt à Cavaillon le 9 janvier 2009,.